# ورزشکاه آرنا سوزوپول
ورزشکاه آرنا سوزوپول (به لاتین: Arena Sozopol) یک ورزشگاه در بلغارستان است که در Sozopol, Bulgaria واقع شده‌است.